# مالک معاذ
مالک معاذ (عربی: مالك علي معاذ هوساوي؛ زادهٔ ۱۰ اوت ۱۹۸۱) یک بازیکن فوتبال اهل عربستان سعودی است.
وی همچنین در تیم ملی فوتبال عربستان سعودی بازی کرده‌است.